# Bryum triste
Bryum triste är en bladmossart som beskrevs av Juratzka 1882. Bryum triste ingår i släktet bryummossor, och familjen Bryaceae. Inga underarter finns listade i Catalogue of Life.